# Maria Oord
Het herenhuis Maria Oord, voorheen Rust-Oord, is een gemeentelijk monument aan de Kerkstraat in Baarn in de provincie Utrecht.
Het witgepleisterde pand heeft een symmetrische voorgevel met middenin de ingang. De middengang loopt door naar de achterzijde van het pand. Rechtsachter was de dienstvleugel.
Het pand werd in de 20e eeuw onder andere bewoond door burgemeester Jacob Laan van Baarn en kinaloog en auteur Karel van Gorkom. Ook deed het dienst als zusterhuis van de Nicolaaskerk, voor de Zusters van Onze Lieve Vrouwe ter Eem. De kapel uit de achtertuin is verdwenen.